# Список умерших в 1434 году

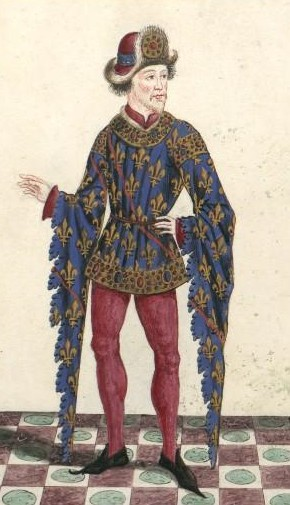
Жан I де Бурбон

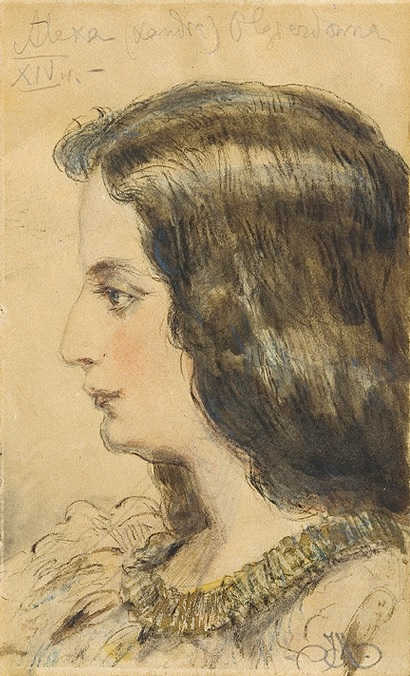
Александра Ольгердовна

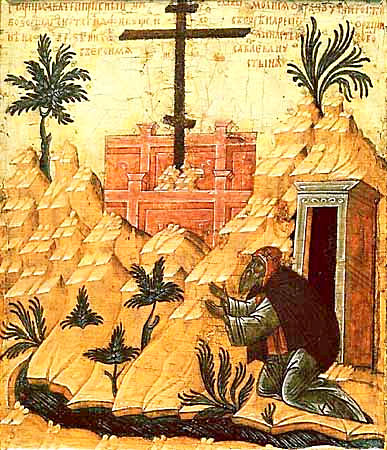
Савватий Тверской

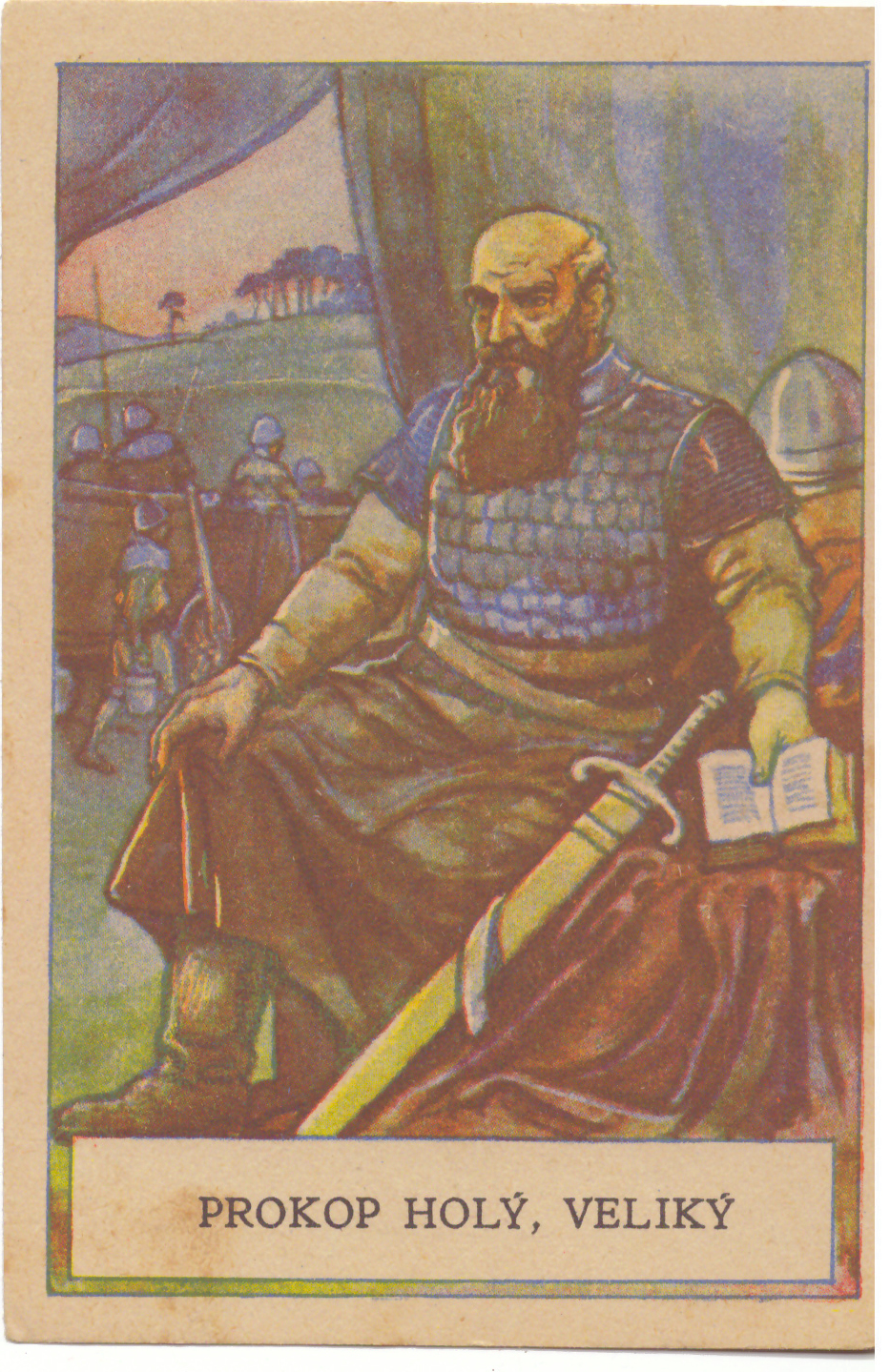
Прокоп Голый

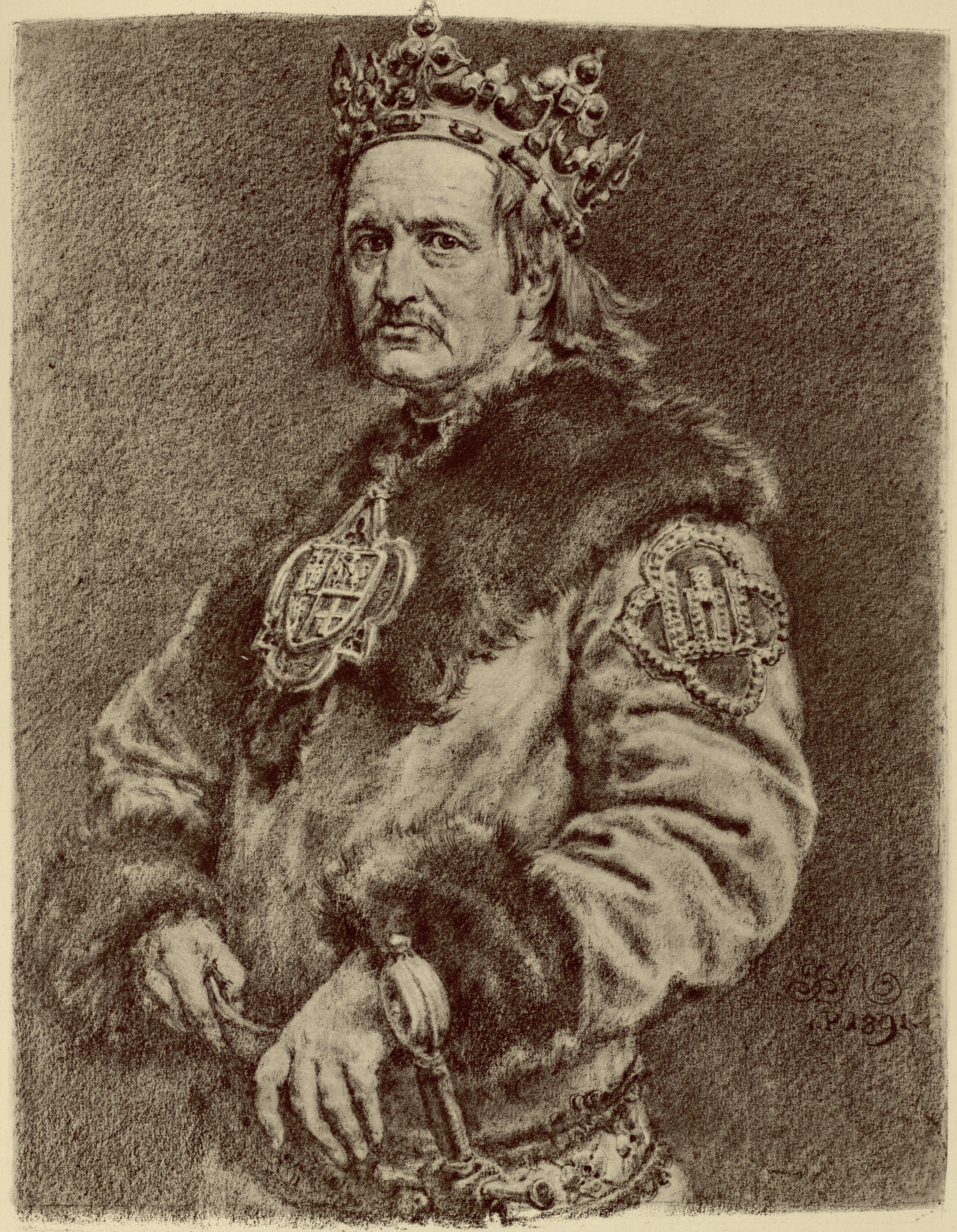
Ягайло

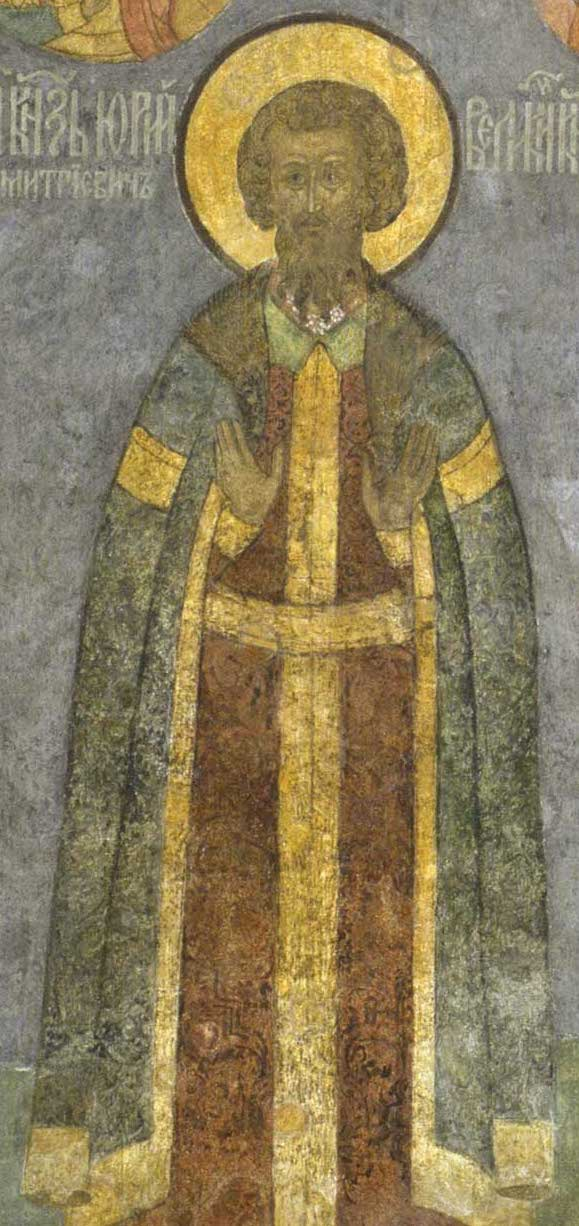
Юрий Дмитриевич

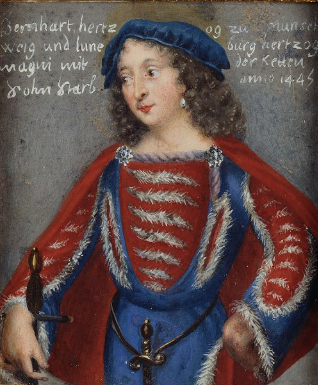
Бернхард I Брауншвейг-Люнебургский

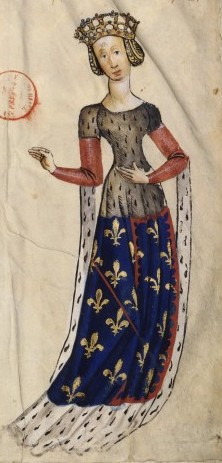
Мария Беррийская

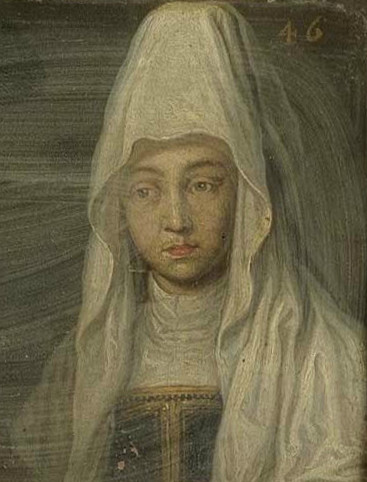
Маргарита Пфальцская

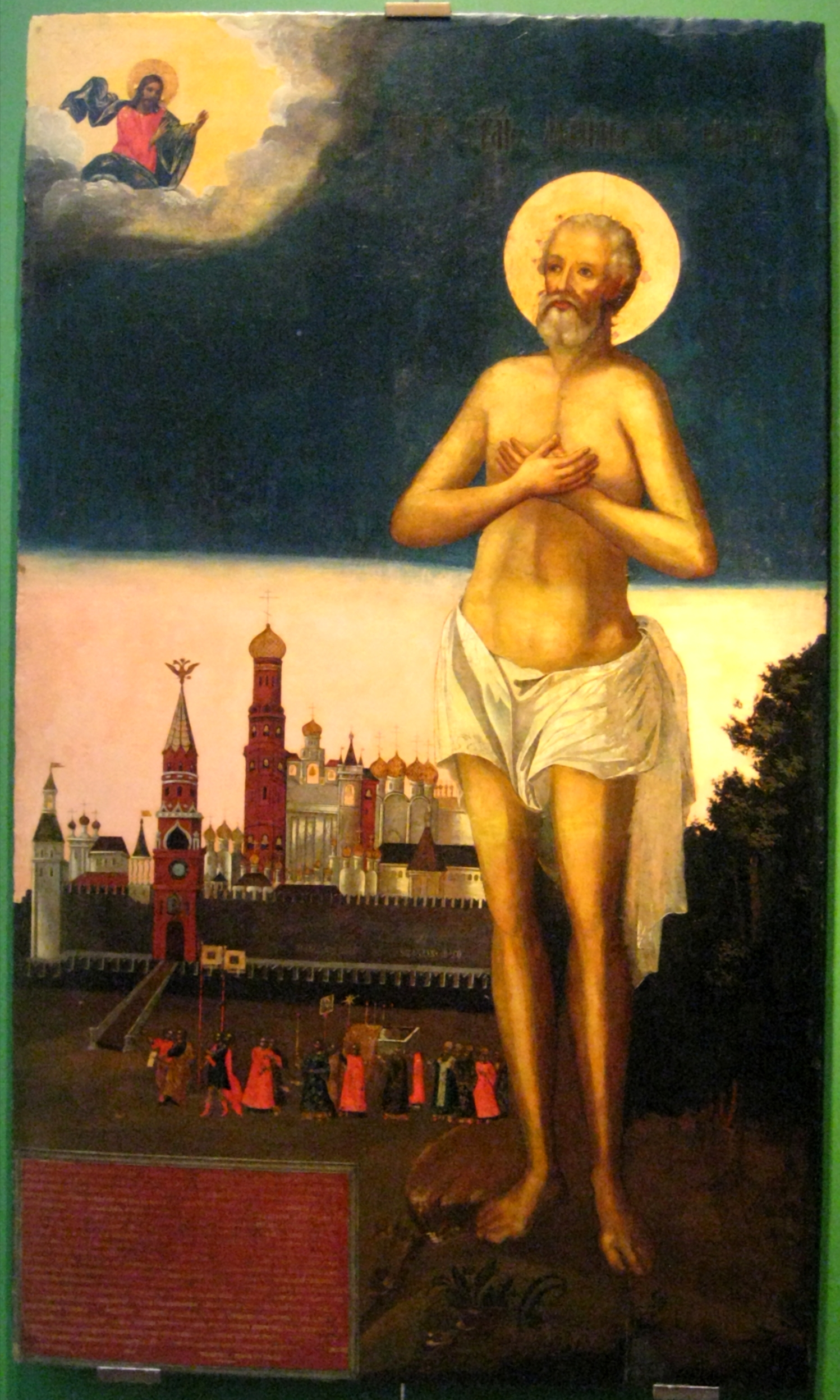
Максим Московский

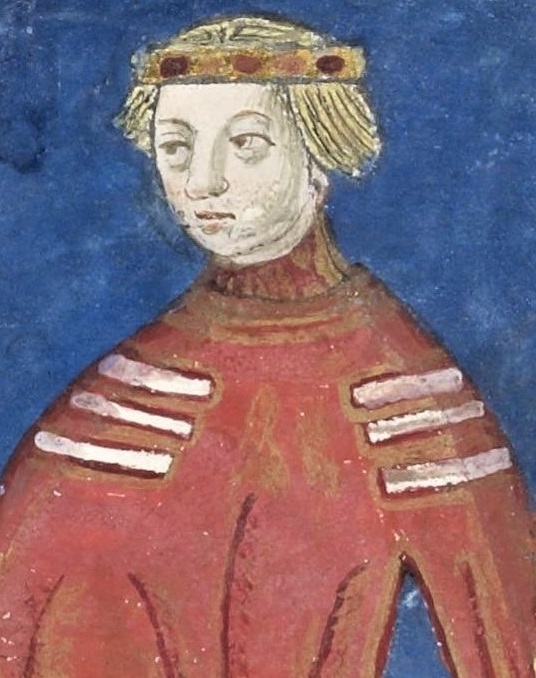
Людовик III Анжуйский

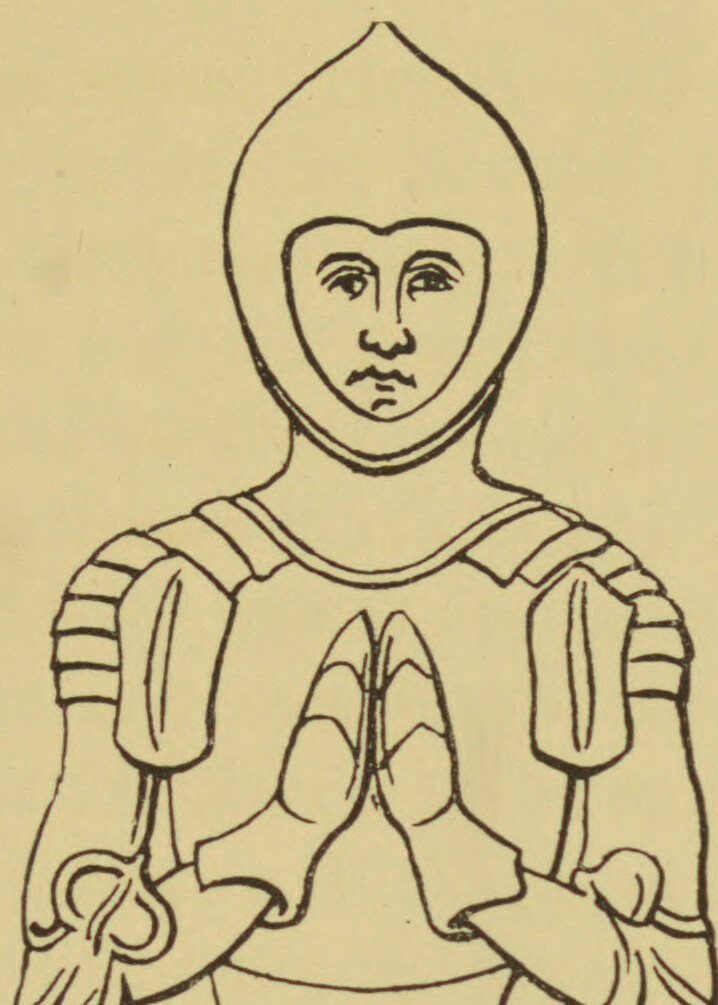
Томас Чосер

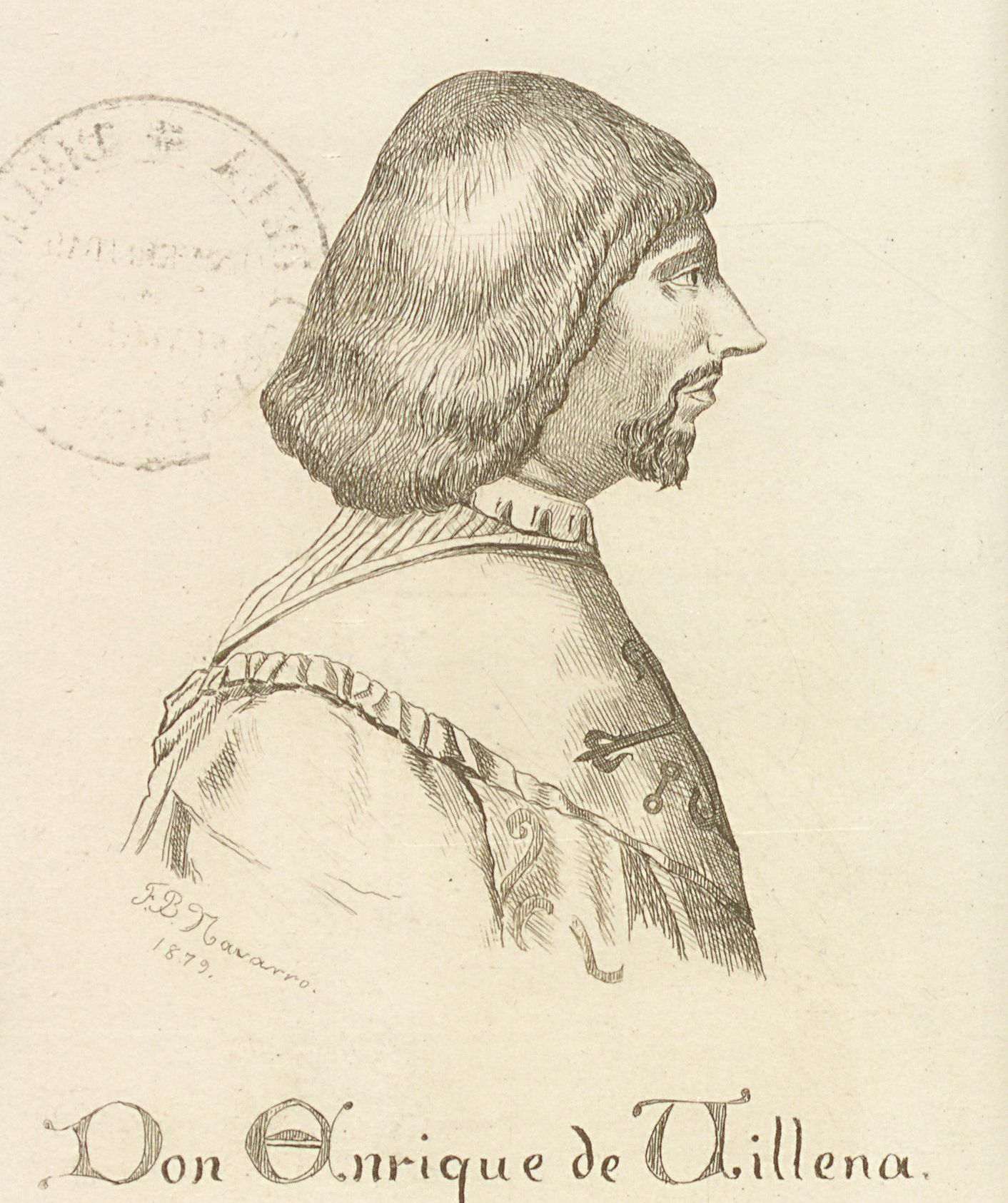
Энрике де Вильена

В этой статье представлен список известных людей, умерших в 1434 году.
См. также: Категория:Умершие в 1434 году

## Февраль
- 5 февраля — Жан I де Бурбон — герцог де Бурбон с 1410, граф де Форе с 1417, граф де Клермон-ан-Бовези с 1404, герцог Оверни и граф де Монпансье с 1416 (по браку),  французский военачальник; умер в английском плен.у

## Апрель
- 12 апреля — Холланд, Джоан — английская аристократка, дочь Томаса Холланда, 2-го графа Кента, в первом браке — герцогиня Йоркская (1393—1402), жена первого герцога Йоркского Эдмунда Лэнгли
- 20 апреля — Александра Ольгердовна — литовская княжна, дочь Великого князя Литовского Ольгерда сестра польского короля Владислава II Ягеллона, жена Земовита IV Плоцкого.
- 24 апреля — Савватий Тверской — монах Русской православной церкви, основатель Савватиевой пустыни. Канонизирован Русской православной церковью в лике преподобных.

## Май
- 30 мая
  - Прокоп Голый — радикальный гуситский вождь, политик и военачальник. С[1426 года — основной идеолог, военный и политический лидер таборитов; погиб в битве у Липан
  - Прокоп Малый — чешский деятель деятель гуситского движения, священник, один из военачальников, возглавивших таборитов после смерти Яна Жижки,  погиб в битве у Липан

## Июнь
- 1 июня — Ягайло — великий князь литовский  (1377—1381, 1382—1392), король польский (с 1386) под именем Владислав II Яге́лло
- 6 июня — Юрий Дмитриевич — звенигородский и галицкий князь (с 1389),Великий князь Московский (1433? 1434)
- 11 июня — Бернхард I Брауншвейг-Люнебургский — герцог Брауншвейг-Люнебурга и князь Люнебурга (1388—1409), князь Брауншвейг-Вольфенбюттеля (1400—1428).
- Мария Беррийская — дочь Жана I Беррийского,герцогиня Оверни и графиня Монпансье {с 1416), герцогиня—консорт Бурбонская (1400—1434), жена Жана I Бурбонского

## Август
- 21 августа — София Монферратская — Византийская императрица-консорт (1425—1426)
- 26 августа — Маргарита Пфальцская — дочь Рупрехта III, курфюрста Пфальцского, герцогиня-консорт Лотарингии (1393—1431), жена герцога Карла II

## Ноябрь
- 11 ноября — Максим Московский — святой Русской церкви, юродивый
- 12 ноября — Людовик III Анжуйский (31) — герцог Анжуйский и граф Прованса (с 1417), официальный наследник Неаполитанского престола и герцог Калабрии (с 1423)
- 18 ноября — Чосер, Томас — английский политический деятель, придворный и дипломат, пятикратный спикер Палаты общин, сын Джеффри Чосера

## Декабрь
- 15 декабря — Вильена, Энрике де — кастильский и арагонский аристократ и писатель, имевший также репутацию чернокнижника.

## Дата неизвестна или требует уточнения
- Абд аль-Вахид — турецкий астроном.
- Абу Фарис Абд аль-Азиз аль-Мутаваккиль — девятнадцатый халиф государства Хафсидов в Ифрикии (1394—1434); умер во время военной экспедиции против Тлемсена.
- Аргутай — крупный монгольский военный и политический деятель начала XV века, фактический правитель Восточной Монголии  (1402—1434); разбит и убит в войне с ойратами.
- Гваданьи, Бернардо — флорентийский государственный деятель, Гонфалоньер справедливости Флорентийской республики (1411, 1428, 1433), капитан Пизы (1434).
- Касим аль-Анвар — азербайджанский поэт начала XV века, писавший на персидском и азербайджанском языках.
- Константин Дмитриевич — князь Углицкий (1427—1434), Наместник Псковский (1406—1408? 1411—1414), Наместник Новгородский (1408—1414)
- Куява Радинович — королева-консорт Боснии (1399—1404, 1409—1416), жена короля Степана Остоя; разведена с мужем.
- Мартино ди Бартоломео — итальянский художник, представитель сиенской школы живописи.
- Сатук-хан — Хан Моголистана (1429—1434)